# La fidelidad
La fidelidad es una película filmada en colores de Argentina dirigida por Juan José Jusid según su propio guion escrito en colaboración con Roberto O. Perinelli que se estrenó el 24 de septiembre de 1970 y que tuvo como protagonistas a Carlos Estrada, Elena Sedova, Héctor Alterio y Golde Flami. El afiche de publicidad fue prohibido por la Municipalidad de Buenos Aires porque Elena Sedova “podría estar desnuda” (en el afiche sólo aparecía su cara).

## Sinopsis
Un hombre que se encuentra con su amante en un hotel es sitiado por la suegra que lo descubre y que además avisa a su esposa y al abogado.

## Reparto
- Carlos Estrada
- Elena Sedova
- Héctor Alterio
- Golde Flami
- Walter Soubrié
- Licia Solari
- Hilda Reija
- Javier Portales
- Luis Brandoni
- Roberto Catarineu
- Carlos Lasarte
- Adela Gleijer
- Juan Manuel Tenuta

## Comentarios
Siete Días Ilustrados opinó:

”Legítimos artilugios eróticos y de suspenso.”

Rico Tipo comentó:

”Un realizados con sentido de la imagen. En lo sucesivo tendrá que preocuparte más por contar una historia y hacerla verosímil.”

Manrupe y Portela escriben:

”Film menor que intenta transmitir una sensación de encierro sin conseguirlo.”